# 티브로시

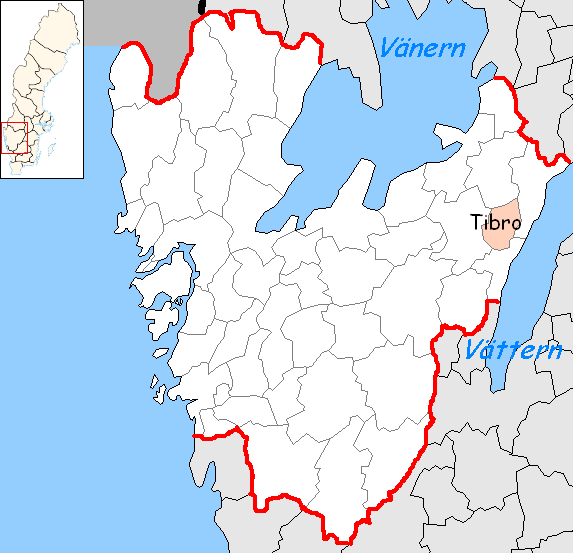
티브로 시의 위치

티브로시(스웨덴어: Tibro kommun)는 스웨덴 베스트라예탈란드주에 위치한 지방 자치체로 행정 중심지는 티브로이며 면적은 236.84km2, 인구는 11,070명(2016년 12월 31일 기준), 인구 밀도는 47명/km2이다.

시 문장